# شلال بني مطر

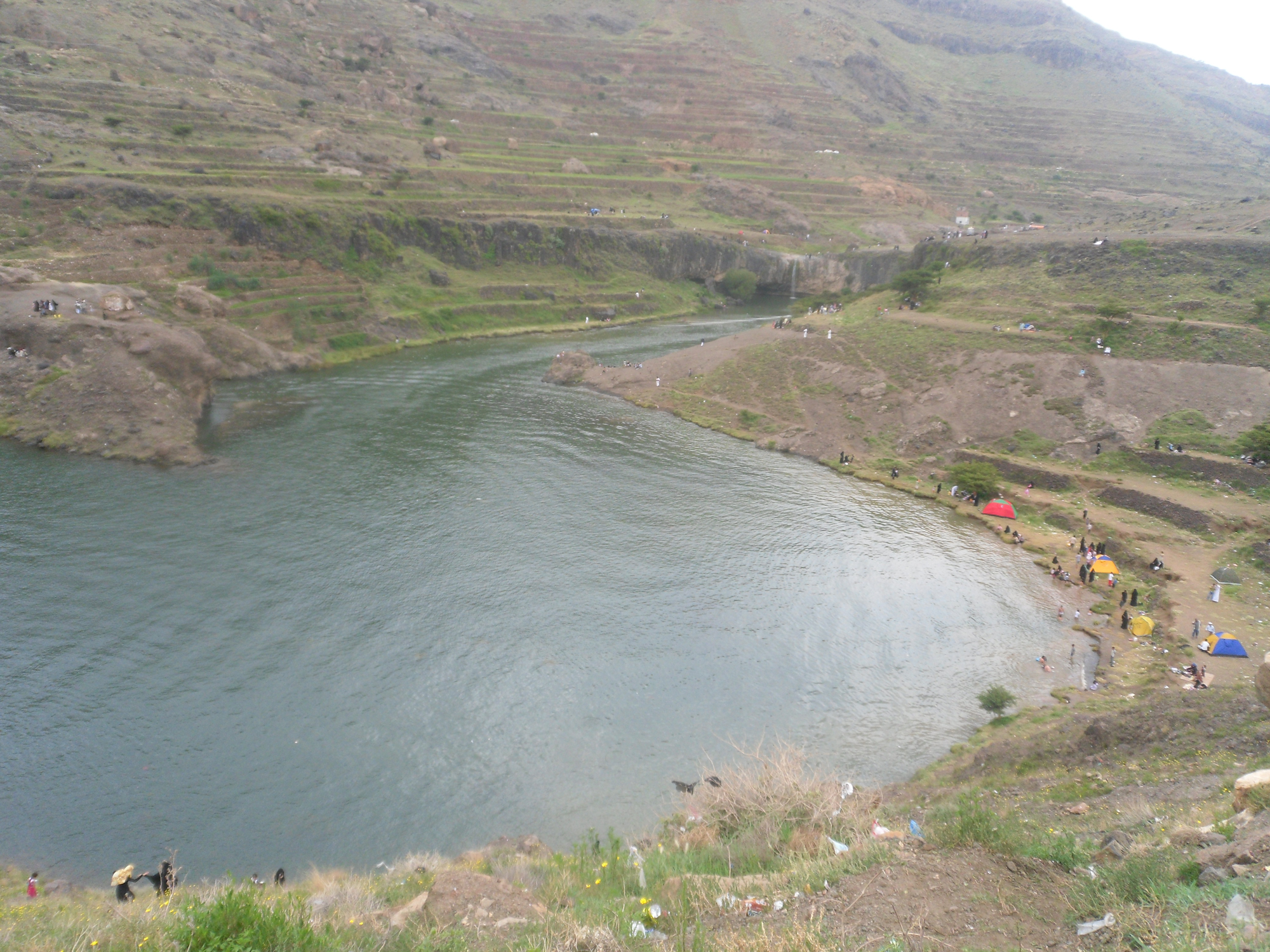
شلال بني مطر

شلال بني مطر هو مسقط ماء عذب يقع في مديرية بني مطر ويبعد عن العاصمة صنعاء أقل من (70) كيلو متراً غرباً باتجاه طريق الحديدة تنبع مياه الشلال من منحدرات جبلية من جبال مديرية الحيمة الخارجية وتمر شرقاً عبر جدول طبيعي يشق وديان البن والقات في مديرية بني مطر ثم تنحدر تدريجياً باتجاه الجنوب فالغرب حيث يلتقي بوادي سهام لينتهي به المطاف في سهول تهامة.

## الجانب السياحي
يتعبر شلال بني مطر منتجع طبيعي يكتظ به الزوار على مدار أيام السنة يبلغ زحامهم ذروته حول مياه الشلال الباردة أيام العطل والإجازات وخاصة في مناسبات الأعياد.
وهو أحد المقاصد الذي يتوجة إليه الزوار والباحثون على الترفية ومتعة التنزة، كونه من أحد الأماكن للهروب من ضوضاء المدينة وصخبها، والتمتع بهواء نقي ومنظر بكر، والاسترخاء النفسي والذهني مع هدير المياه، خصوصاً أيام الصيف الممطره وأصبح شلال بني مطر مزاراً للسياحة الداخلية والخارجية يتسابق زوار الشلال في ساحته الشاسعة للفوز بظل شجرة أو كتلة صخرية كمواقع إستراتيجية يسيطرون من خلالها على التحكم برؤية أكبر مساحة ممكنة من الماء والخضرة ويراقبون بحذر حركات ولعب أطفالهم. كما يوجد العديد من القوارب الصغيرة التي يمكن من خلالها عمل جولة على طول جدول مياة الشلال الممتدة.

## البوم صور

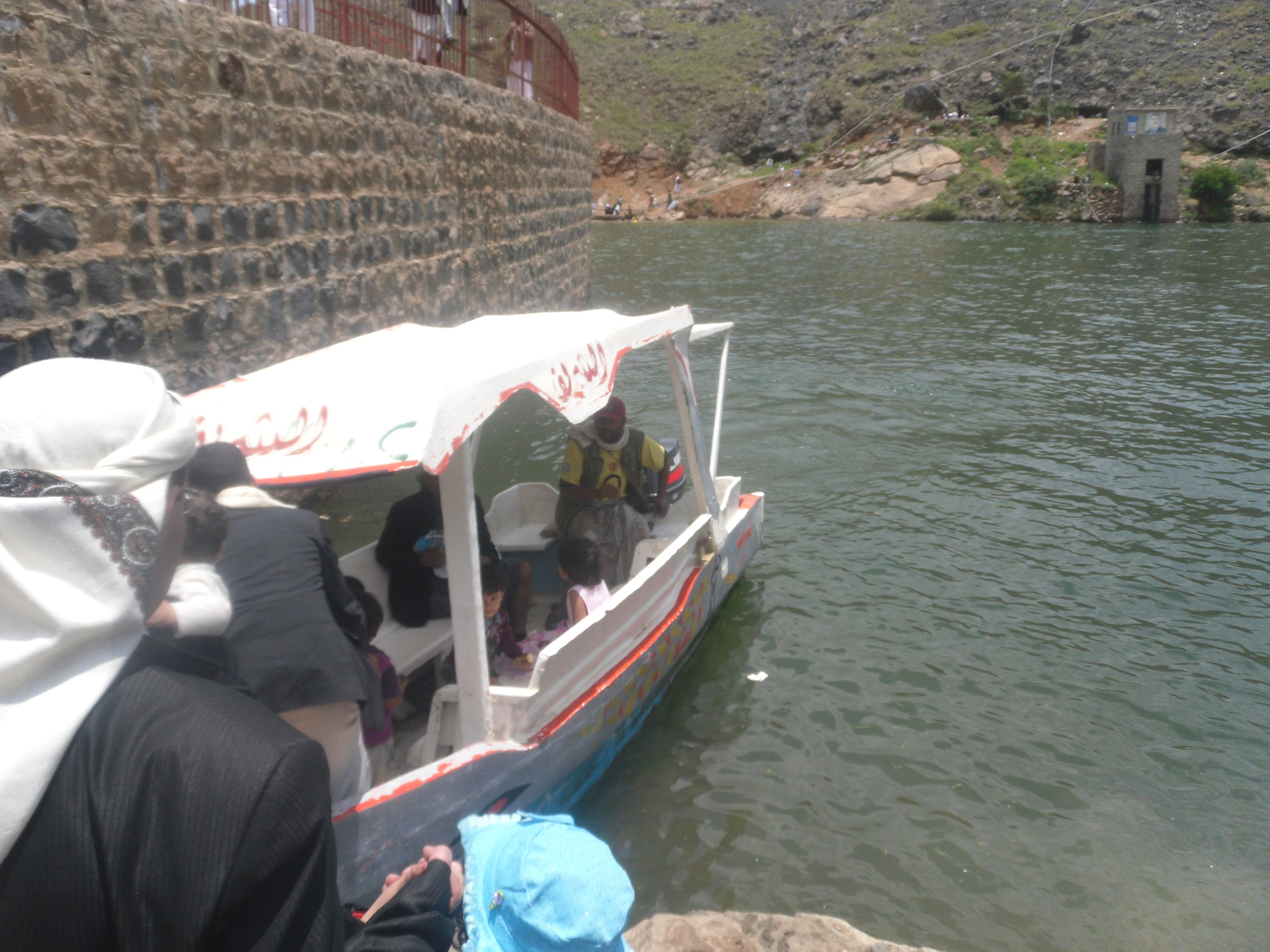
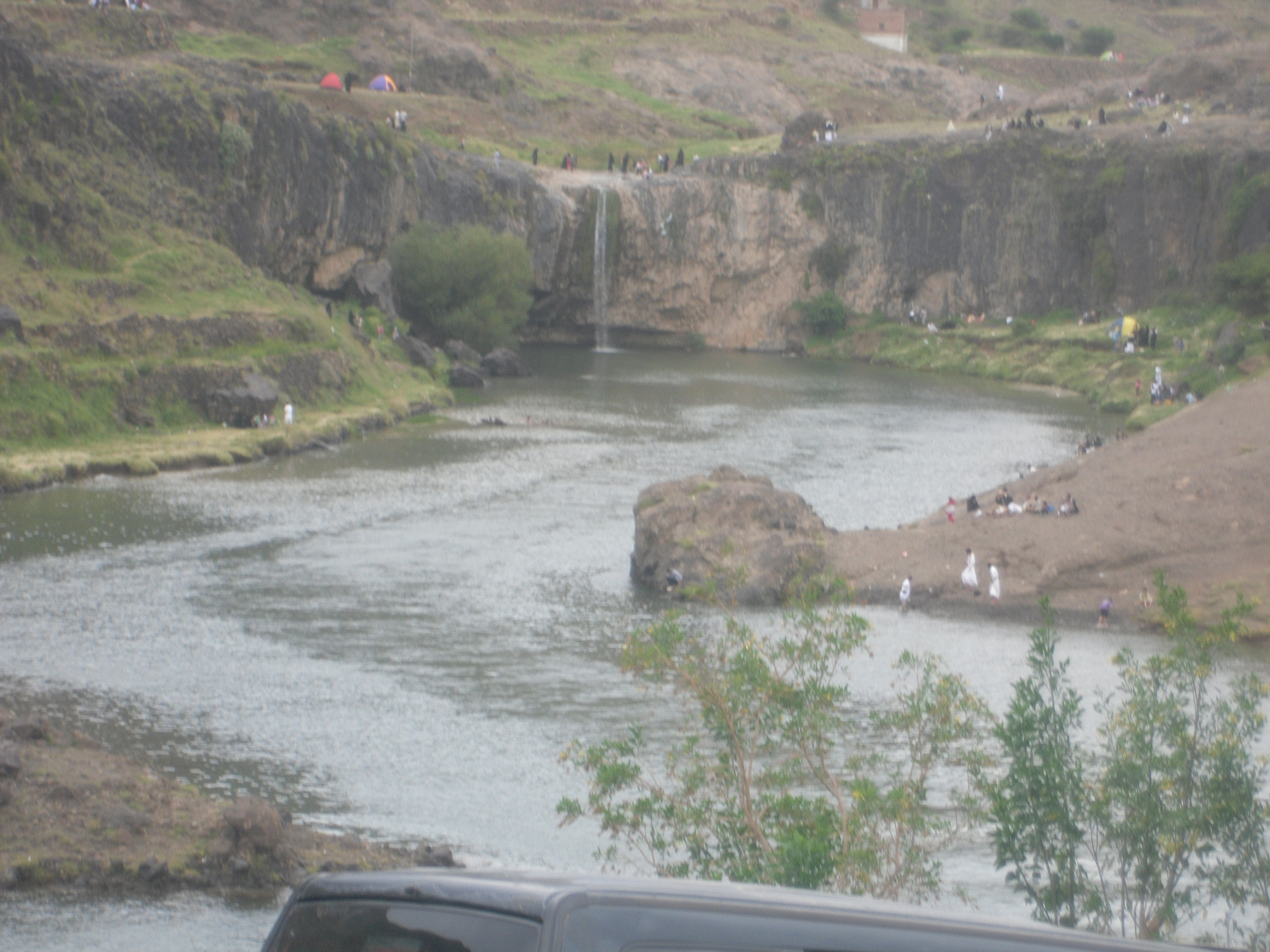
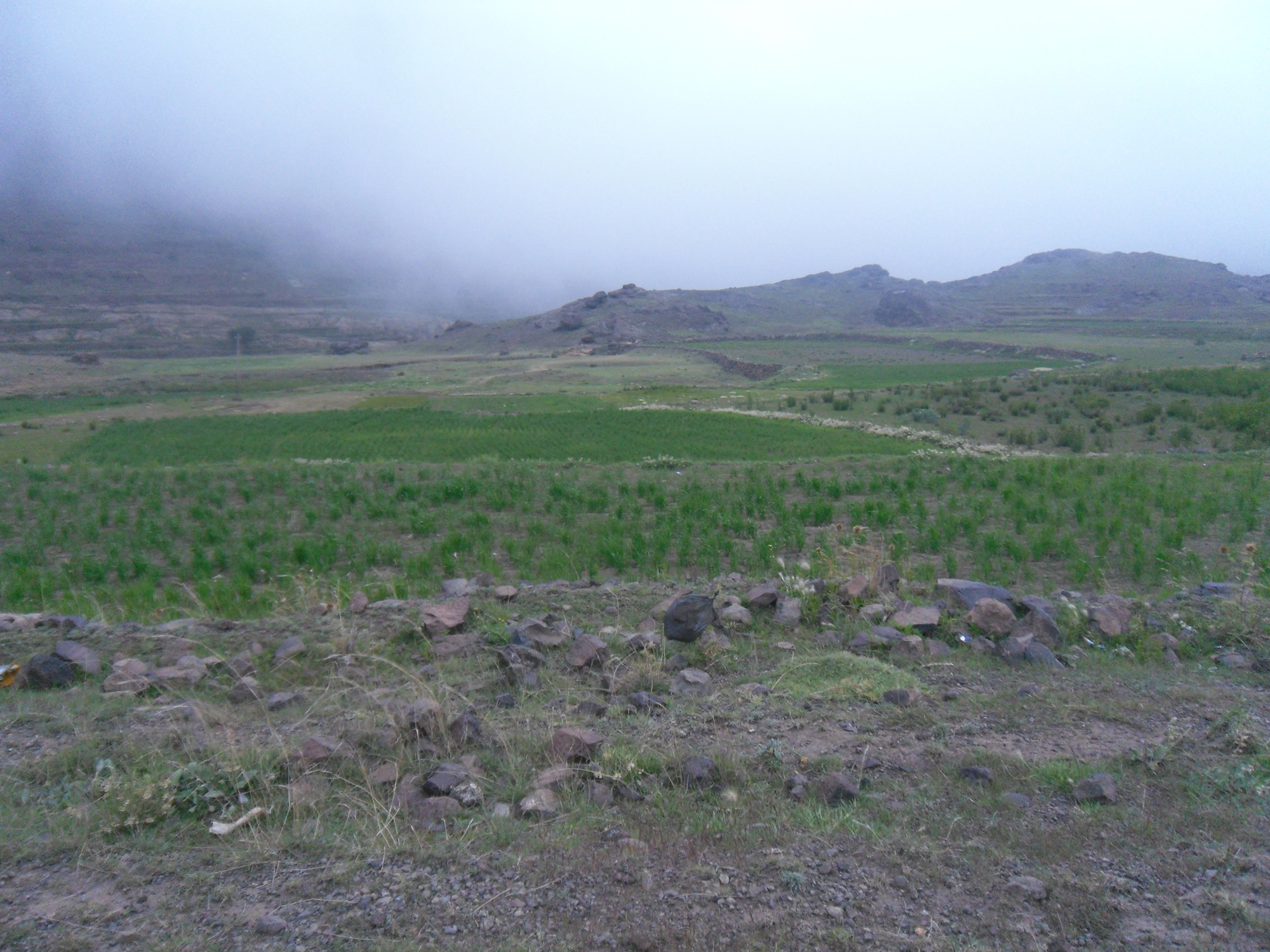
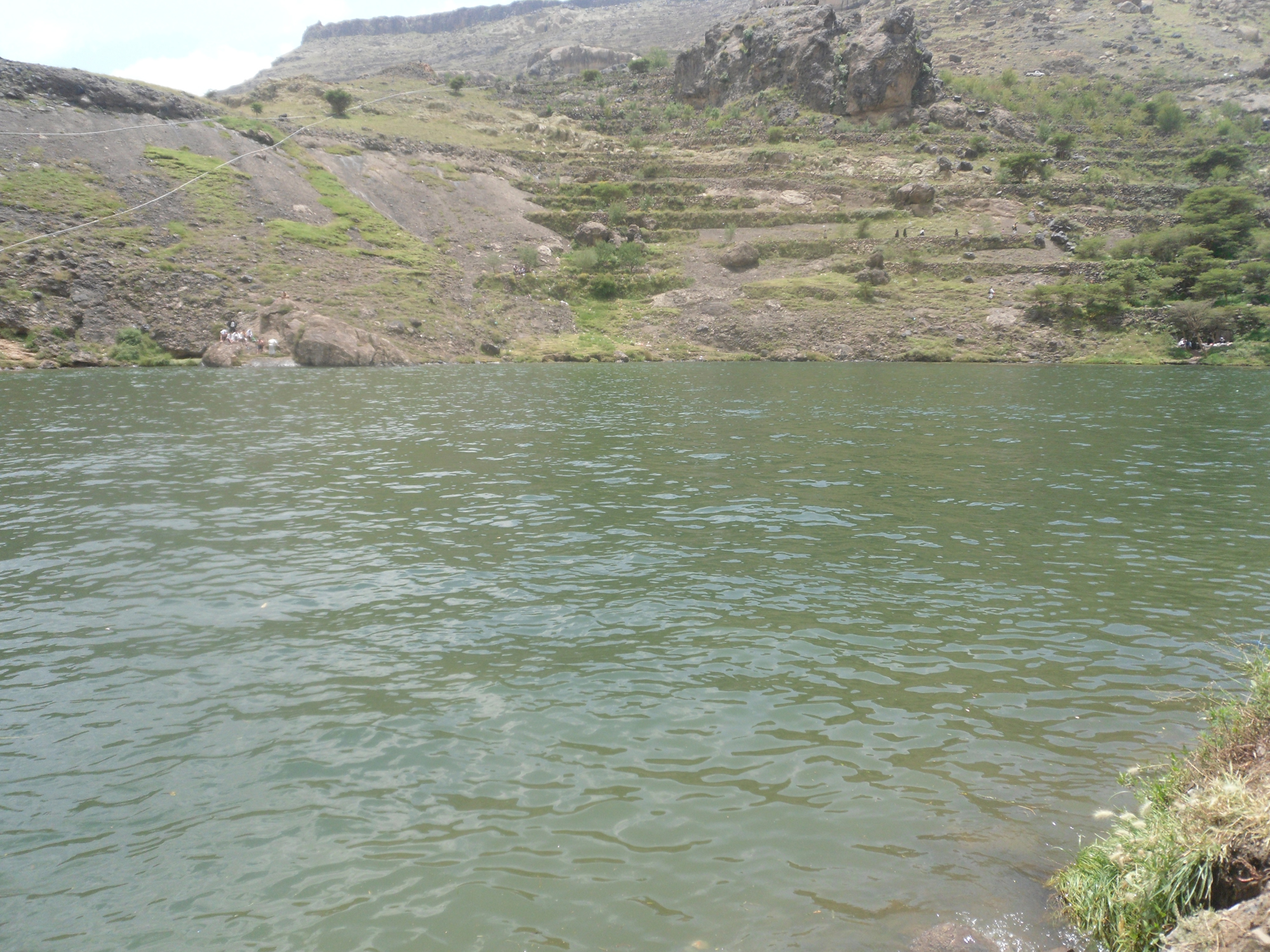
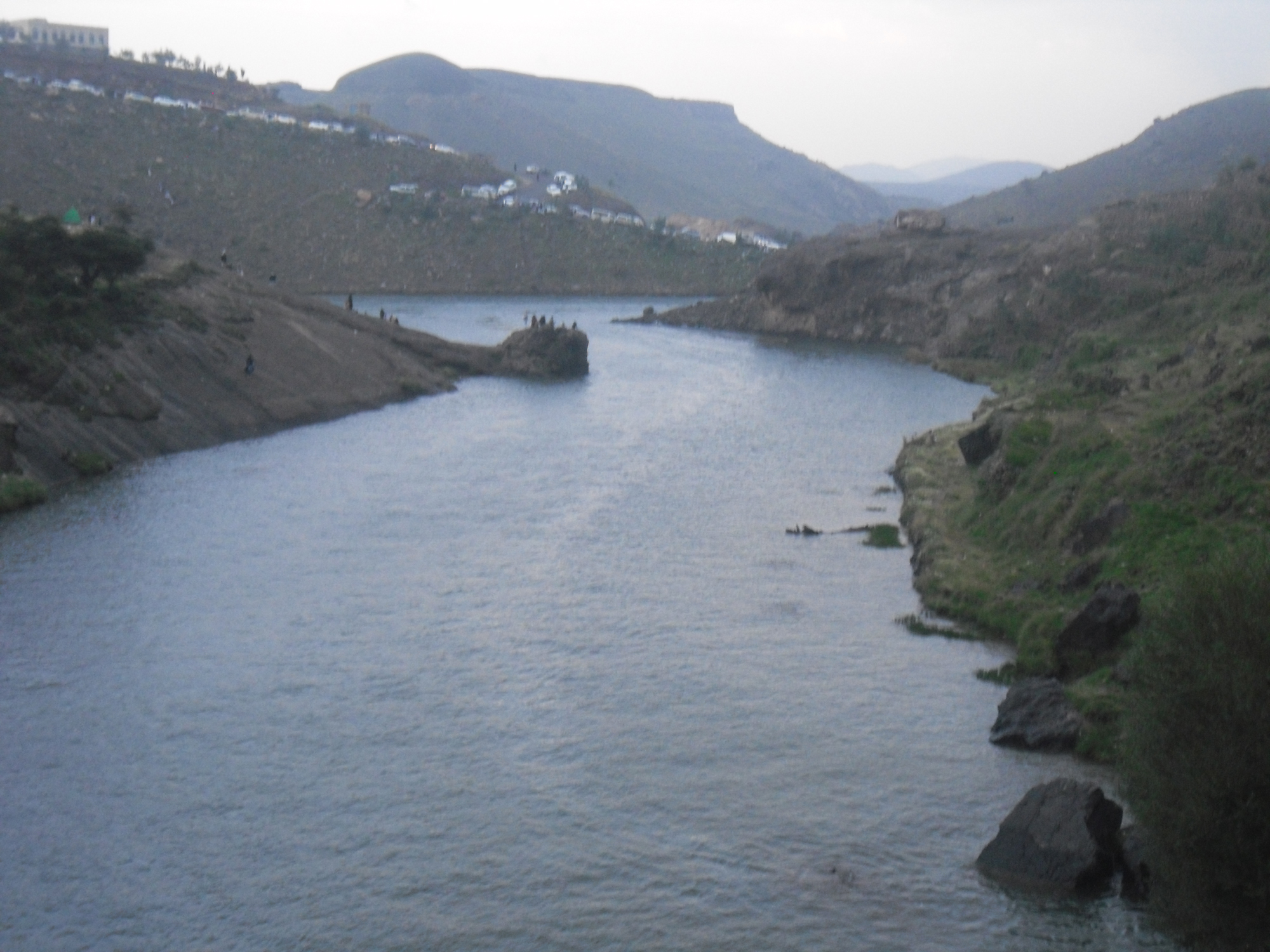
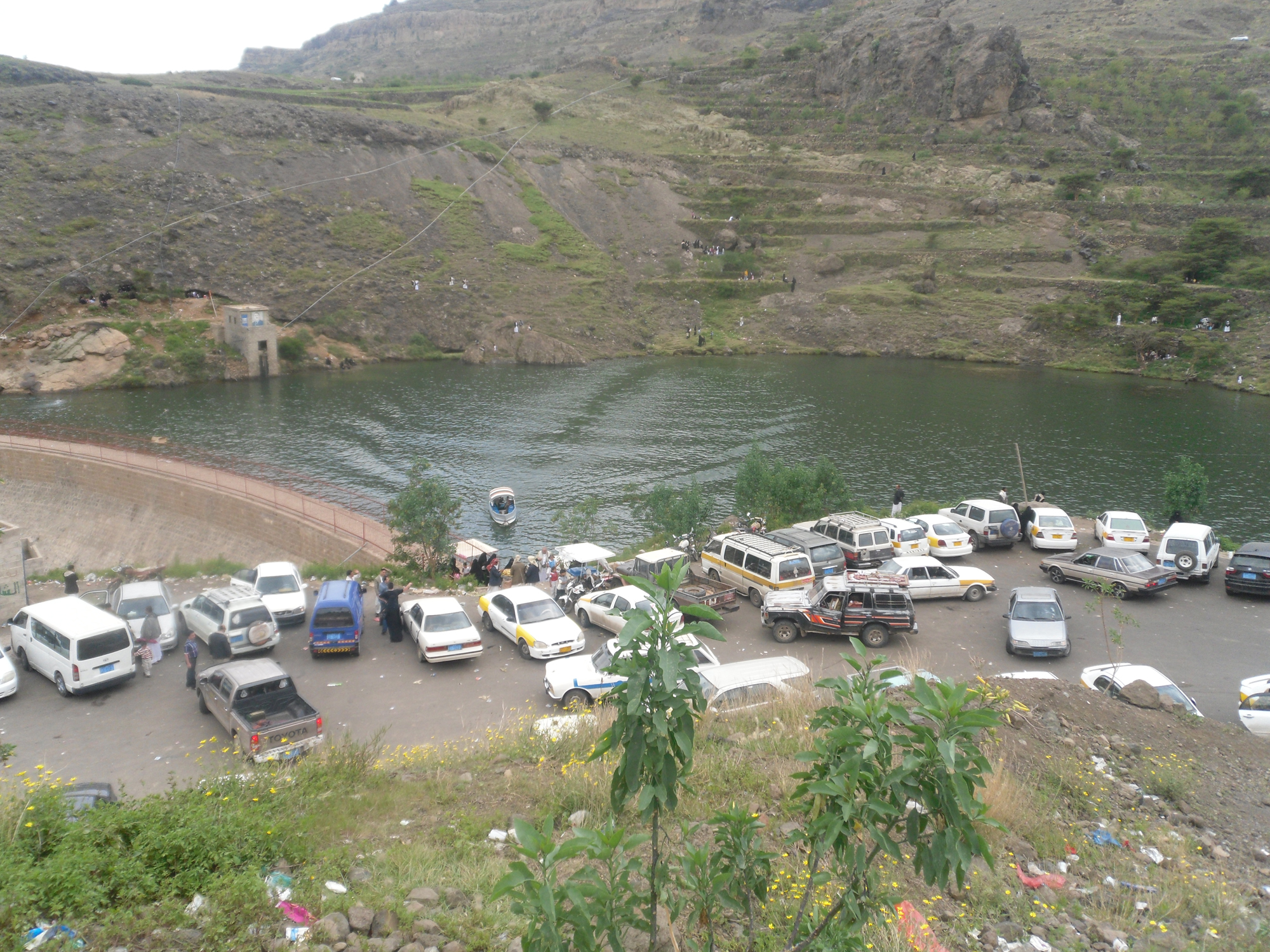
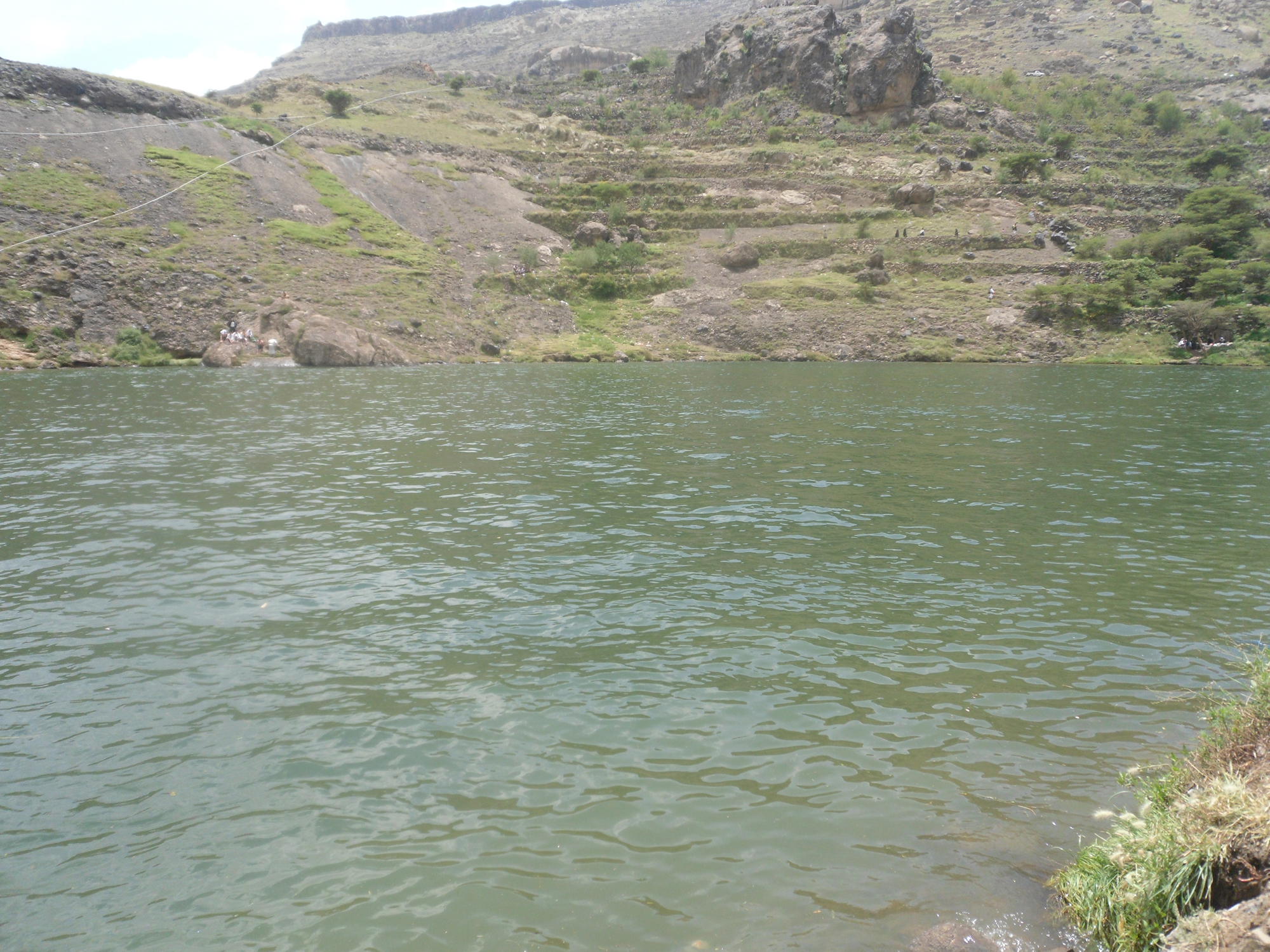